# Epicodakia tatei
Epicodakia tatei is een tweekleppigensoort uit de familie van de Lucinidae. De wetenschappelijke naam van de soort is voor het eerst geldig gepubliceerd in 1879 door Angas.